# Carl-August-Denkmal

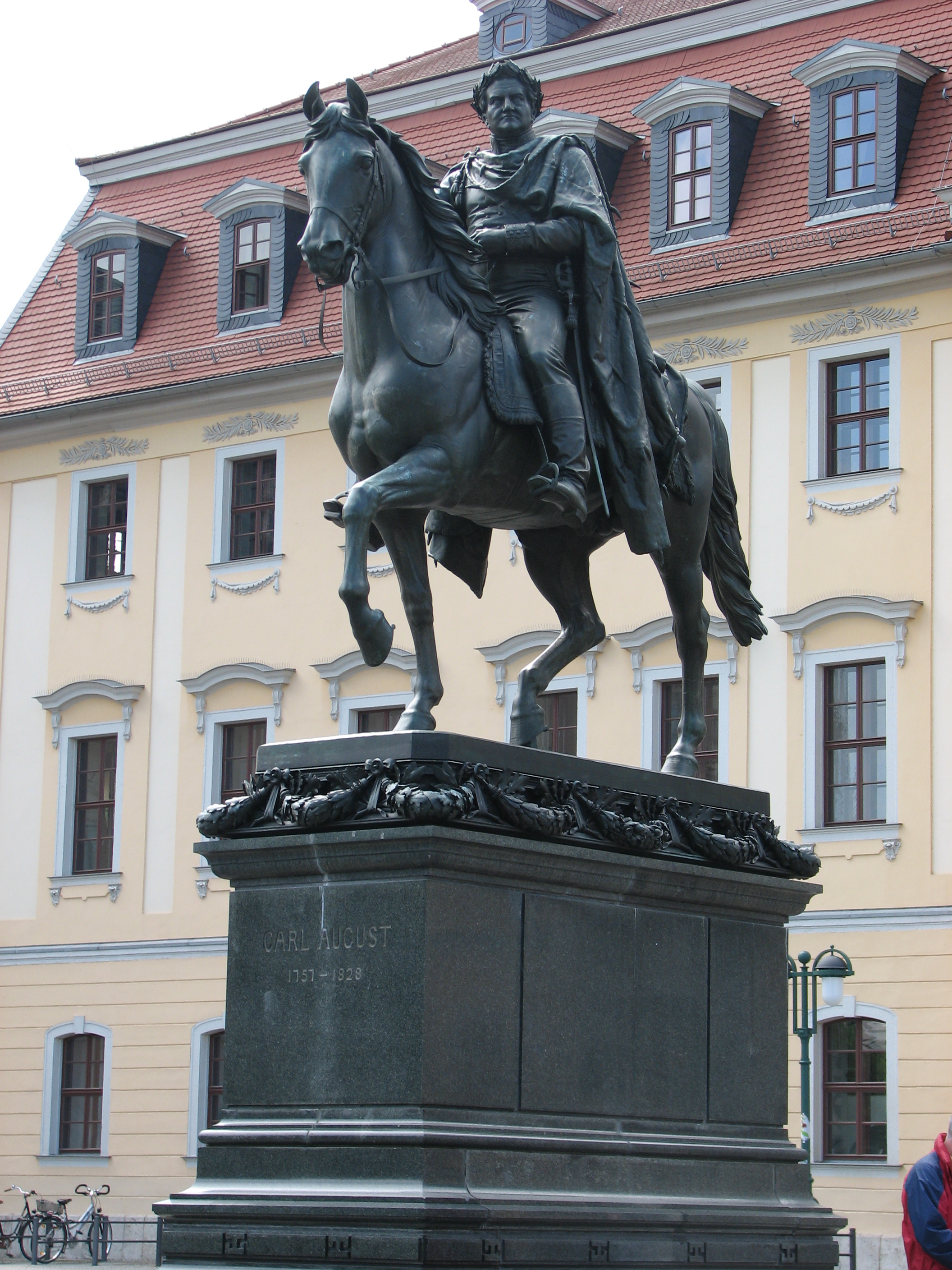
Carl-August-Denkmal von Adolf von Donndorf

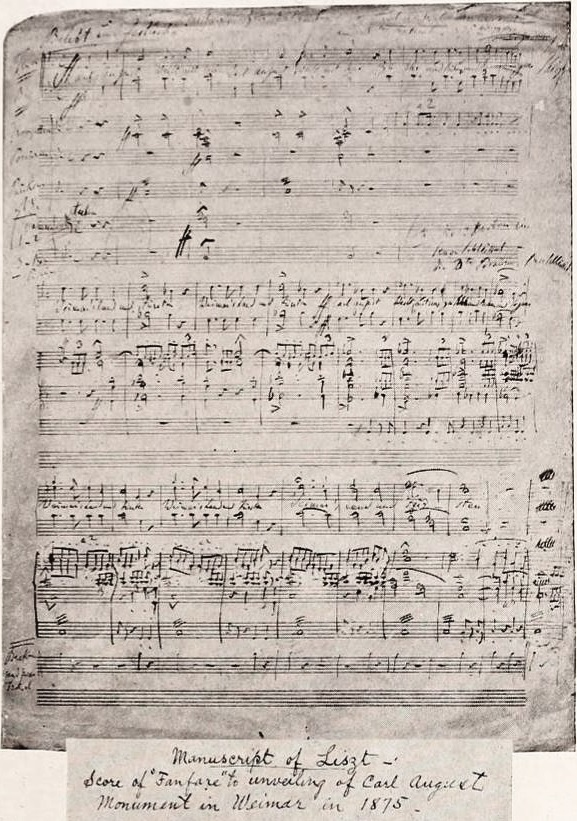
Manuskript von Franz Liszt zur Enthüllung des Carl-August-Denkmal 1875

Das Carl-August-Denkmal steht auf dem Platz der Demokratie vor dem Fürstenhaus in Weimar.
Es wurde anlässlich des 100. Regierungsjubiläum von Großherzog Carl August am 3. September 1875 in Weimar enthüllt. Dazu komponierte eigens Franz Liszt ein Fanfarenstück. Geformt hatte das bronzene Reiterstandbild Adolf von Donndorf. Der Guss erfolgte in Lauchhammer. Das Denkmal zeigt ihn, wie er aus den Befreiungskriegen gegen Napoleon als Sieger nach Weimar zurückgekehrt war. Zu sehen ist der lorbeergekrönte Fürst in Generalsuniform auf einem Pferd in der typisch römischen Haltung nach der Reiterstatue Mark Aurels im Konservatorenpalast in Rom. Unter der Grundplatte sind Festons von Eichen- und Lorbeerlaub, Eichen und Blumen. Der Sockel besteht aus hochpoliertem, dunklem Granit, auf welchem steht:
CARL AUGUST
1757–1828
Ursprünglich war das Denkmal von einem Gitter umgeben. Das Denkmal bildet den Mittelpunkt am Platz der Demokratie.
Zeitweise wurde die Statue auf einem Betonsockel am Stern im Ilmpark 1999 aufgestellt. Der Granitsockel wurde wegen Bauarbeiten auch zwischenzeitlich versetzt. 